# Grand Prix automobile d'Italie 2022
GP précédent GP suivant
Le Grand Prix automobile d'Italie 2022 (Formula 1 Gran Premio Pirelli d'Italia 2022) disputé le 11 septembre 2022 sur le circuit de Monza, est la 1073e épreuve du championnat du monde de Formule 1 courue depuis 1950 où le circuit, situé dans le Parco Reale de Monza et surnommé « le Temple de la vitesse », faisait partie des sept pistes utilisées pour cette édition inaugurale. Il s'agit de la soixante-treizième édition du Grand Prix d'Italie comptant pour le championnat du monde de Formule 1, la soixante-douzième se tenant à Monza et la seizième manche du championnat 2022.
À sa deuxième tentative dans la troisième phase des qualifications, Charles Leclerc, en combinaison et casque jaunes, réalise sa huitième pole position de la saison et la dix-septième de sa carrière sous les clameurs des tifosi. Max Verstappen et son coéquipier Carlos Sainz Jr., qui ont bataillé contre lui et réalisé les deuxième et troisième temps, font partie des neuf pilotes pénalisés pour le changement hors quota de tout ou partie de leurs unités de puissance ; la grille de départ s'en retrouve totalement redessinée. Ainsi, George Russell, initialement sixième, accompagne le pilote Ferrari en première ligne, Lando Norris et Daniel Ricciardo occupent la deuxième ligne tandis que Pierre Gasly et Fernando Alonso remontent jusqu'à la troisième ligne. Nyck de Vries, pour sa première course en remplacement d'Alexander Albon hospitalisé pour une appendicite, se retrouve en quatrième ligne, huitième derrière Verstappen, alors que Zhou Guanyu et Nicholas Latifi s'invitent sur la cinquième ligne.
Irrésistible au volant d'une RB18 qui l'est tout autant, Max Verstappen remporte sa cinquième victoire consécutive, sa onzième de la saison et la trente-et-unième de sa carrière. Sa monoplace dégradant moins ses pneumatiques que la F1-75 de Charles Leclerc, il le domine nettement bien que parti du septième rang et file vers la victoire lorsque l'abandon en bord de piste de Daniel Ricciardo provoque la sortie de la voiture de sécurité pour les six derniers tours, la course s'achevant dès lors au ralenti. George Russell, troisième, monte sur son septième podium de la saison tandis que Carlos Sainz Jr. et Lewis Hamilton remontent chacun quatorze places pour se classer quatrième et cinquième. 
En tête depuis le départ et chaussé de gommes tendres, alors qu'il n'a suffi que de cinq tours à Verstappen pour atteindre la deuxième place, Leclerc profite d'une voiture de sécurité virtuelle après l'abandon de Sebastian Vettel pour chausser des pneus medium dès le douzième tour ; parti pour une stratégie à deux arrêts, il laisse les commandes au champion du monde qui n'effectue qu'un seul arrêt, à la vingt-cinquième boucle. Lorsque le monégasque repasse au stand à vingt tours de l'arrivée, il ressort avec vingt secondes de retard sur Verstappen et ne réussit pas à remonter sur lui ensuite. Le pilote Red Bull fonce tranquillement vers la victoire quand Daniel Ricciardo abandonne en bord de piste, ce qui nécessite la sortie de la voiture de sécurité pour neutraliser l'épreuve, une grue étant requise pour dégager la monoplace. La meute suit la Safety-car jusqu'à l'arrivée alors que deux retardataires roulent entre Verstappen et Leclerc qui ont, inutilement, effectué un « arrêt gratuit » pour passer tous deux des pneus tendres dans l'éventualité d'un affrontement qui n'aura pas eu lieu.  
George Russell, qui a roulé pour le podium durant toute la course doit le défendre face à Carlos Sainz, remonté du dix-huitième rang ; leurs positions se figent lors de la neutralisation de fin de course. Lewis Hamilton, parti dix-neuvième, se classe cinquième. Sergio Pérez, rappelé au stand à dix tours de l'arrivée pour s'attribuer le point bonus du meilleur tour qu'il réalise dans la quarante-sixième boucle, se classe sixième et devance Lando Norris et Pierre Gasly qui a roulé durant toute la course dans les échappements de la McLaren de Ricciardo jusqu'à son abandon. À la neuvième place, Nyck de Vries, qui remplaçait au pied levé d'Alexander Albon, marque deux points pour Williams dès sa première course en Formule 1 ; Zhou Guanyu prend le point restant.  
Avec 335 points à six courses de la fin, Verstappen peut mathématiquement être sacré champion du monde, pour la deuxième fois consécutive, dès le prochain Grand Prix, à Singapour. Leclerc (219 points) n'est pas assuré de la deuxième place finale, face à Pérez (210 points), Russell (203 points) et Sainz (187 points) cinquième, qui devance Hamilton (168 points). Plus loin, Norris (88 points) tient le septième rang devant Ocon (68 points), Alonso (59 points) et Bottas, dixième (46 points). Chez les constructeurs, Red Bull Racing (545 points) possède une avance de 139 unités sur Ferrari (406 points). Mercedes (371 points) complète un trio nettement détaché par rapport à Alpine (125 points et qui n'a pas marqué à Monza), toujours sous la menace de McLaren (107 points) ; suivent Alfa Romeo (52 points), Haas (34 points), AlphaTauri (33 points), Aston Martin (25 points) et Williams (6 points).

## Pneus disponibles
| Pneus pour piste sèche | Pneus pour piste sèche | Pneus pour piste sèche | Pneus pluie    | Pneus pluie |
| ---------------------- | ---------------------- | ---------------------- | -------------- | ----------- |
| Durs (Type C2)         | Medium (Type C3)       | Tendres (Type C4)      | Intermédiaires | Pluie       |

## Essais libres

### Première séance, le vendredi de 14 h à 15 h
| Pos. | Pilote           | Voiture        | Chrono         | Écart     |
| ---- | ---------------- | -------------- | -------------- | --------- |
| 1    | Charles Leclerc  | Ferrari        | 1 min 22 s 410 |           |
| 2    | Carlos Sainz Jr. | Ferrari        | 1 min 22 s 487 | + 0 s 077 |
| 3    | George Russell   | Mercedes       | 1 min 22 s 689 | + 0 s 279 |
| 4    | Lewis Hamilton   | Mercedes       | 1 min 22 s 831 | + 0 s 421 |
| 5    | Max Verstappen   | Red Bull       | 1 min 22 s 840 | + 0 s 430 |
| 6    | Esteban Ocon     | Alpine-Renault | 1 min 23 s 075 | + 0 s 665 |

- Quelques instants avant le début de la première séance d'essais libres, le paddock se réunit dans la voie des stands pour observer une minute de silence en hommage à la reine Élisabeth II, morte la veille. Les pilotes et membres des écuries britanniques ou du Commonwealth portaient un brassard noir[5] ;
- Antonio Giovinazzi, pilote-essayeur pour Haas, remplace Mick Schumacher au volant de la Haas VF-22 lors de cette séance d'essai[6] ;
- Nyck de Vries, pilote-essayeur pour Aston Martin, remplace Sebastian Vettel au volant de l'AMR22 lors de cette séance d'essai[7].

### Deuxième séance, le vendredi de 17 h à 18 h
| Pos. | Pilote           | Voiture          | Chrono         | Écart     |
| ---- | ---------------- | ---------------- | -------------- | --------- |
| 1    | Carlos Sainz Jr. | Ferrari          | 1 min 21 s 664 |           |
| 2    | Max Verstappen   | Red Bull         | 1 min 21 s 807 | + 0 s 143 |
| 3    | Charles Leclerc  | Ferrari          | 1 min 21 s 857 | + 0 s 193 |
| 4    | Lando Norris     | McLaren-Mercedes | 1 min 22 s 338 | + 0 s 674 |
| 5    | George Russell   | Mercedes         | 1 min 22 s 386 | + 0 s 722 |
| 6    | Sergio Pérez     | Red Bull         | 1 min 22 s 394 | + 0 s 730 |

### Troisième séance, le samedi de 13 h à 14 h
| Pos. | Pilote           | Voiture          | Chrono         | Écart     |
| ---- | ---------------- | ---------------- | -------------- | --------- |
| 1    | Max Verstappen   | Red Bull         | 1 min 21 s 252 |           |
| 2    | Charles Leclerc  | Ferrari          | 1 min 21 s 599 | + 0 s 437 |
| 3    | Sergio Pérez     | Red Bull         | 1 min 21 s 848 | + 0 s 596 |
| 4    | Carlos Sainz Jr. | Ferrari          | 1 min 21 s 897 | + 0 s 645 |
| 5    | Fernando Alonso  | Alpine-Renault   | 1 min 22 s 306 | + 1 s 054 |
| 6    | Lando Norris     | McLaren-Mercedes | 1 min 22 s 319 | + 1 s 067 |

- Nyck de Vries, pilote-essayeur pour Williams, remplace Alexander Albon, opéré pour une appendicite le samedi matin, pour le reste du weekend au volant de la Williams FW44 ; il a déjà tourné sur le circuit la veille, au volant de l'AMR22 de Sebastian Vettel lors de la première séance d'essai[7].

## Séance de qualifications

### Résultats des qualifications
| Pos.                                                                                      | Pilote           | Écurie                | Qualifications 1 | Qualifications 2 | Qualifications 3 |
| ----------------------------------------------------------------------------------------- | ---------------- | --------------------- | ---------------- | ---------------- | ---------------- |
| 1                                                                                         | Charles Leclerc  | Ferrari               | 1 min 21 s 280   | 1 min 21 s 208   | 1 min 20 s 161   |
| 2                                                                                         | Max Verstappen   | Red Bull              | 1 min 20 s 922   | 1 min 21 s 265   | 1 min 20 s 306   |
| 3                                                                                         | Carlos Sainz Jr. | Ferrari               | 1 min 21 s 348   | 1 min 20 s 878   | 1 min 20 s 429   |
| 4                                                                                         | Sergio Pérez     | Red Bull              | 1 min 21 s 495   | 1 min 21 s 358   | 1 min 21 s 206   |
| 5                                                                                         | Lewis Hamilton   | Mercedes              | 1 min 22 s 048   | 1 min 21 s 708   | 1 min 21 s 524   |
| 6                                                                                         | George Russell   | Mercedes              | 1 min 21 s 785   | 1 min 21 s 747   | 1 min 21 s 542   |
| 7                                                                                         | Lando Norris     | McLaren-Mercedes      | 1 min 22 s 130   | 1 min 21 s 831   | 1 min 21 s 584   |
| 8                                                                                         | Daniel Ricciardo | McLaren-Mercedes      | 1 min 22 s 139   | 1 min 21 s 855   | 1 min 21 s 925   |
| 9                                                                                         | Pierre Gasly     | AlphaTauri-Red Bull   | 1 min 22 s 010   | 1 min 22 s 062   | 1 min 22 s 648   |
| 10                                                                                        | Fernando Alonso  | Alpine-Renault        | 1 min 22 s 089   | 1 min 21 s 861   | Pas de temps     |
| 11                                                                                        | Esteban Ocon     | Alpine-Renault        | 1 min 22 s 166   | 1 min 22 s 130   |                  |
| 12                                                                                        | Valtteri Bottas  | Alfa Romeo-Ferrari    | 1 min 22 s 254   | 1 min 22 s 235   |                  |
| 13                                                                                        | Nyck de Vries    | Williams-Mercedes     | 1 min 22 s 567   | 1 min 22 s 471   |                  |
| 14                                                                                        | Zhou Guanyu      | Alfa Romeo-Ferrari    | 1 min 22 s 003   | 1 min 22 s 577   |                  |
| 15                                                                                        | Yuki Tsunoda     | AlphaTauri-Red Bull   | 1 min 22 s 020   | Pas de temps     |                  |
| 16                                                                                        | Nicholas Latifi  | Williams-Mercedes     | 1 min 22 s 587   |                  |                  |
| 17                                                                                        | Sebastian Vettel | Aston Martin-Mercedes | 1 min 22 s 636   |                  |                  |
| 18                                                                                        | Lance Stroll     | Aston Martin-Mercedes | 1 min 22 s 748   |                  |                  |
| 19                                                                                        | Kevin Magnussen  | Haas-Ferrari          | 1 min 22 s 908   |                  |                  |
| 20                                                                                        | Mick Schumacher  | Haas-Ferrari          | 1 min 23 s 005   |                  |                  |
| Temps minimal à réaliser pour la qualification : 1 min 26 s 586 (107 % de 1 min 20 s 922) |                  |                       |                  |                  |                  |

### Grille de départ
- Max Verstappen, auteur du deuxième temps des qualifications, est pénalisé d'un recul de cinq places pour le changement de son moteur thermique ; il s'élance septième [11] ;
- Sergio Pérez, auteur du quatrième temps des qualifications, est pénalisé d'un recul de dix places pour le changement de son moteur thermique ; compte-tenu des pénalités reçues par ses rivaux, il s'élance treizième [11] ;
- Esteban Ocon, auteur du onzième temps des qualifications, est pénalisé d'un recul de cinq places pour le changement de son moteur thermique ; compte-tenu des pénalités reçues par ses rivaux, il s'élance quatorzième [11] ;
- Valtteri Bottas, auteur du douzième temps des qualifications, est pénalisé d'un recul de quinze places pour le changement de son moteur thermique, de son turbocompresseur et du MGU-H ; compte-tenu des pénalités reçues par ses rivaux, il s'élance quinzième[11] ;
- Kevin Magnussen, auteur du dix-neuvième temps des qualifications, est pénalisé d'un recul de quinze places pour le changement de son moteur thermique, de son turbocompresseur et du MGU-H ; compte-tenu des pénalités reçues par ses rivaux, il s'élance seizième[11] ;
- Mick Schumacher, auteur du vingtième temps des qualifications, est pénalisé d'un recul de quinze places pour le changement de son moteur thermique et de sa boîte de vitesses ; compte-tenu des pénalités reçues par ses rivaux, il s'élance dix-septième[11] ;
- Carlos Sainz Jr., auteur du troisième temps des qualifications, est pénalisé d'un recul en fond de grille pour le changement de son MGU-K et de sa boîte de vitesses ; compte-tenu des pénalités reçues par ses rivaux, il s'élance dix-huitième[11] ;
- Lewis Hamilton, auteur du cinquième temps des qualifications, est pénalisé d'un recul en fond de grille pour le changement de son moteur thermique, de son turbocompresseur, du MGU-K et du MGU-H ; compte-tenu de la pénalité reçue de Tsunoda, il s'élance dix-neuvième[11] ;
- Yuki Tsunoda, auteur du quinzième temps des qualifications, est pénalisé d'un recul en fond de grille pour le changement de son moteur thermique, de son turbocompresseur, du MGU-K et du MGU-H. De plus, n'ayant pas respecté les drapeaux jaunes lors de la deuxième séance d'essais libres, il reçoit trois places de pénalités et, avec cinq réprimandes depuis le début de la saison, écope de dix places supplémentaires de pénalité ; il s'élance vingtième et dernier[11].

| Pos. | Pilote           | Voiture               |
| ---- | ---------------- | --------------------- |
| 1    | Charles Leclerc  | Ferrari               |
| 2    | George Russell   | Mercedes              |
| 3    | Lando Norris     | McLaren-Mercedes      |
| 4    | Daniel Ricciardo | McLaren-Mercedes      |
| 5    | Pierre Gasly     | AlphaTauri-Red Bull   |
| 6    | Fernando Alonso  | Alpine-Renault        |
| 7    | Max Verstappen   | Red Bull              |
| 8    | Nyck de Vries    | Williams-Mercedes     |
| 9    | Zhou Guanyu      | Alfa Romeo-Ferrari    |
| 10   | Nicholas Latifi  | Williams-Mercedes     |
| 11   | Sebastian Vettel | Aston Martin-Mercedes |
| 12   | Lance Stroll     | Aston Martin-Mercedes |
| 13   | Sergio Pérez     | Red Bull              |
| 14   | Esteban Ocon     | Alpine-Renault        |
| 15   | Valtteri Bottas  | Alfa Romeo-Ferrari    |
| 16   | Kevin Magnussen  | Haas-Ferrari          |
| 17   | Mick Schumacher  | Haas-Ferrari          |
| 18   | Carlos Sainz Jr. | Ferrari               |
| 19   | Lewis Hamilton   | Mercedes              |
| 20   | Yuki Tsunoda     | AlphaTauri-Red Bull   |

## Course

### Classement de la course
| Pos. | no | Pilote           | Écurie                | Tours | Temps/Abandon                      | Grille | Points |
| ---- | -- | ---------------- | --------------------- | ----- | ---------------------------------- | ------ | ------ |
| 1    | 1  | Max Verstappen   | Red Bull              | 53    | 1 h 20 min 27 s 511 (228,729 km/h) | 7      | 25     |
| 2    | 16 | Charles Leclerc  | Ferrari               | 53    | + 2 s 446                          | 1      | 18     |
| 3    | 63 | George Russell   | Mercedes              | 53    | + 3 s 405                          | 2      | 15     |
| 4    | 55 | Carlos Sainz Jr. | Ferrari               | 53    | + 5 s 061                          | 18     | 12     |
| 5    | 44 | Lewis Hamilton   | Mercedes              | 53    | + 5 s 380                          | 19     | 10     |
| 6    | 11 | Sergio Pérez     | Red Bull              | 53    | + 6 s 091                          | 13     | 8 + 1  |
| 7    | 4  | Lando Norris     | McLaren-Mercedes      | 53    | + 6 s 207                          | 3      | 6      |
| 8    | 10 | Pierre Gasly     | AlphaTauri-Red Bull   | 53    | + 6 s 396                          | 5      | 4      |
| 9    | 45 | Nyck de Vries    | Williams-Mercedes     | 53    | + 7 s 122                          | 8      | 2      |
| 10   | 24 | Zhou Guanyu      | Alfa Romeo-Ferrari    | 53    | + 7 s 910                          | 9      | 1      |
| 11   | 31 | Esteban Ocon     | Alpine-Renault        | 53    | + 8 s 323                          | 14     |        |
| 12   | 47 | Mick Schumacher  | Haas-Ferrari          | 53    | + 8 s 549                          | 17     |        |
| 13   | 77 | Valtteri Bottas  | Alfa Romeo-Ferrari    | 52    | + 1 tour                           | 15     |        |
| 14   | 22 | Yuki Tsunoda     | AlphaTauri-Red Bull   | 52    | + 1 tour                           | 20     |        |
| 15   | 6  | Nicholas Latifi  | Williams-Mercedes     | 52    | + 1 tour                           | 10     |        |
| 16   | 20 | Kevin Magnussen  | Haas-Ferrari          | 52    | + 1 tour                           | 16     |        |
| Abd. | 3  | Daniel Ricciardo | McLaren-Mercedes      | 45    | Fuite d'huile                      | 4      |        |
| Abd. | 18 | Lance Stroll     | Aston Martin-Mercedes | 39    | Retrait volontaire                 | 12     |        |
| Abd. | 14 | Fernando Alonso  | Alpine-Renault        | 31    | Pression d'eau                     | 6      |        |
| Abd. | 5  | Sebastian Vettel | Aston Martin-Mercedes | 10    | Moteur                             | 11     |        |

- La course s'achève sous le régime de la voiture de sécurité ; elle régie les derniers tours à cause l'abandon, en bord de piste, de la monoplace de Daniel Ricciardo à un endroit nécessitant le déploiement d'une dépanneuse.

### Pole position et record du tour
- Pole position :  Charles Leclerc (Ferrari) en 1 min 20 s 161 (260,161 km/h)[14].
- Meilleur tour en course :  Sergio Pérez (Red Bull) en 1 min 24 s 030 (248,183 km/h) au 46e tour ; sixième de l'épreuve, il remporte le point bonus associé au meilleur tour en course[15].

### Tours en tête
- Charles Leclerc (Ferrari) : 19 tours (1-11 / 26-33)[16]
- Max Verstappen (Red Bull)  : 34 tours (12-25 / 34-53)

## Classements généraux à l'issue de la course
| Pos. | Pilote           | Écurie                | Points |
| ---- | ---------------- | --------------------- | ------ |
| 1    | Max Verstappen   | Red Bull              | 335    |
| 2    | Charles Leclerc  | Ferrari               | 219    |
| 3    | Sergio Pérez     | Red Bull              | 210    |
| 4    | George Russell   | Mercedes              | 203    |
| 5    | Carlos Sainz Jr. | Ferrari               | 187    |
| 6    | Lewis Hamilton   | Mercedes              | 168    |
| 7    | Lando Norris     | McLaren-Mercedes      | 88     |
| 8    | Esteban Ocon     | Alpine-Renault        | 66     |
| 9    | Fernando Alonso  | Alpine-Renault        | 59     |
| 10   | Valtteri Bottas  | Alfa Romeo-Ferrari    | 46     |
| 11   | Kevin Magnussen  | Haas-Ferrari          | 22     |
| 12   | Pierre Gasly     | AlphaTauri-Red Bull   | 22     |
| 13   | Sebastian Vettel | Aston Martin-Mercedes | 20     |
| 14   | Daniel Ricciardo | McLaren-Mercedes      | 19     |
| 15   | Mick Schumacher  | Haas-Ferrari          | 12     |
| 16   | Yuki Tsunoda     | AlphaTauri-Red Bull   | 11     |
| 17   | Zhou Guanyu      | Alfa Romeo-Ferrari    | 6      |
| 18   | Lance Stroll     | Aston Martin-Mercedes | 5      |
| 19   | Alexander Albon  | Williams-Mercedes     | 4      |
| 20   | Nyck de Vries    | Williams-Mercedes     | 2      |

| Pos. | Écurie                | Points |
| ---- | --------------------- | ------ |
| 1    | Red Bull              | 545    |
| 2    | Ferrari               | 406    |
| 3    | Mercedes              | 371    |
| 4    | Alpine-Renault        | 125    |
| 5    | McLaren-Mercedes      | 107    |
| 6    | Alfa Romeo-Ferrari    | 52     |
| 7    | Haas-Ferrari          | 34     |
| 8    | AlphaTauri-Red Bull   | 33     |
| 9    | Aston Martin-Mercedes | 25     |
| 10   | Williams-Mercedes     | 6      |

## Statistiques
Le Grand Prix d'Italie 2022 représente :
- la 17e pole position de Charles Leclerc (toutes obtenues avec Ferrari), sa huitième de la saison[19] ;
- la 31e victoire de Max Verstappen, sa onzième de la saison et sa cinquième consécutive[20],[21] ;
- la 87e victoire de Red Bull[22] ;
- la 12e victoire de Red Bull en tant que motoriste[23] ;
- le 20e podium de Charles Leclerc[24] ;
- le 350e Grand Prix de Fernando Alonso qui égale le record Kimi Räikkönen[25] ;
- le 1er départ en Grand Prix pour Nyck de Vries qui remplace Alexander Albon, hospitalisé[26] ;
- les 1ers points de Nyck de Vries[27].

Au cours de ce Grand Prix :
- pour célébrer, à domicile, les 75 ans de l'entreprise et les 100 ans du circuit de Monza, la Scuderia Ferrari arbore du jaune pour ce Grand Prix : combinaisons et casques des pilotes, habits des mécaniciens et des ingénieurs, et livrée de la F1-75 dont une partie du capot moteur est peinte aux couleurs de la ville de Modène, dont était originaire Enzo Ferrari, et dont il a fait le fond du scudetto, blason de l'écurie[28] ;
- la Scuderia Ferrari est la première écurie à passer la barre des 10 000 points inscrits en Formule 1[29] ;
- Sergio Pérez passe la barre des 1 100 points inscrits en Formule 1 (1 106 points)[30] ;
- comme Zhou Guanyu lors du premier Grand Prix de la saison, Nyck de Vries marque ses premiers points (les deux de la neuvième place) dès sa première course en Formule 1 ; il est le soixante-dix-huitième pilote dans ce cas depuis 1950[31] ;
- Nyck de Vries est élu « Pilote du jour » à l'issue d'un vote organisé sur le site officiel de la Formule 1[32] ;
- Mika Salo (110 Grands Prix disputés entre 1994 et 2002, deux podiums et 33 points inscrits, vainqueur de la catégorie GT2 des 24 Heures du Mans en 2008 et 2009, du championnat American Le Mans Series en 2007 et des 12 Heures de Bathurst en 2014) est nommé assistant des commissaires de course pour ce Grand Prix[33].